# Ügyészség
Az ügyészség a büntetőeljárásban a közvádló szerepét betöltő, nyomozást, büntetés-végrehajtást és a közigazgatási és más intézmények működésének törvényességét felügyelő állami szerv.

## Magyarország Ügyészsége
Magyarország Ügyészségéről Magyarország alaptörvénye 29. cikke rendelkezik. Eszerint az ügyészség az igazságszolgáltatás közreműködőjeként mint közvádló az állam büntetőigényének kizárólagos érvényesítője. Az ügyészség üldözi a bűncselekményeket, fellép más jogsértő cselekményekkel és mulasztásokkal szemben, valamint elősegíti a jogellenes cselekmények megelőzését. Jogokat gyakorol a nyomozással összefüggésben; képviseli a közvádat a bírósági eljárásban; felügyeletet gyakorol a büntetés-végrehajtás törvényessége felett; a közérdek védelmezőjeként pedig az Alaptörvény vagy törvény által meghatározott további feladat- és hatásköröket gyakorol.
Az ügyészség nem önálló hatalmi ág (hatalmi ágak a törvényhozás, azaz az Országgyűlés, a végrehajtás, azaz a kormány, és az igazságszolgáltatás, azaz a bíróság), de önálló alkotmányos szerv. Az ügyészség nincs alárendelve az Országgyűlésnek.
Az ügyészek és az ügyészségi alkalmazottak foglalkoztatási jogviszonya hivatalosan "ügyészségi szolgálati viszony".

## Története
A középkorban királyi szervként működött hivatalos megnevezés szerint „a királyi ügyek igazgatója és a Szent Korona ügyésze”. 1848-tól Deák Ferenc egyes feladatok szétválasztásával „közvádlókat” nevezett ki, és 1849-től működött az „álladalmi ügyészi osztály”. A szabadságharc leverése után európai minta szerint megalkottatott az „államügyészség” intézménye, de ezt 1860-ban megszüntették. 1871-ben törvény született a királyi ügyészség felállításáról, az első főügyész Dr. Kozma Sándor volt. Az ügyészi szervezet innentől kezdve változtatásokkal bár, de folyamatosan működött. 1945-50-ig az államügyészség mellett népügyészség is működött, és ekkor a korra jellemző politikai helyzet a szervezetben is túlzott befolyást nyert. 1953-ban az addig Honvédelmi Minisztérium alá tartozó katonai ügyészek integrálódtak az ügyészségbe. A rendszerváltásig a szervezet működése döntően szakmai volt, utána pedig több törvénymódosításra is szükség volt helyzetének rendezéséhez.

### A Magyar Köztársaság Ügyészsége
A Magyar Köztársaság Ügyészségéről a Magyar Köztársaság Alkotmánya XI. fejezete rendelkezett. Eszerint az ügyészség gondoskodik a személyek és szervezetek jogainak védelméről, valamint az alkotmányos rendet és az ország biztonságát sértő minden cselekmény következetes üldözéséről. Jogokat gyakorol a nyomozással kapcsolatban, képviseli a vádat a bírósági eljárásban, felügyeletet gyakorol a büntetés-végrehajtás törvényessége felett és fellép a törvényesség védelmében – mindezt kizárólag a törvényekben meghatározott esetekben és módon.

## Szervezeti tagozódása
Magyarország ügyészi szervei
országos szinten:
- Legfőbb Ügyészség (Katonai Főügyészség; Katonai Fellebbviteli Ügyészség; Központi Nyomozó Főügyészség)

régiós szinten:
- fellebbviteli főügyészségek
- területi katonai ügyészségek (ezek főügyészségi hatáskörben működnek több megyére kiterjedően)

vármegyei (fővárosi) szinten:
- főügyészségek

helyi (fővárosi kerületi) szinten:
- helyi (járási, kerületi) ügyészségek

Az Országos Kriminológiai Intézet tudományos és kutató szerv, a Magyar Ügyészképző Központ pedig a hivatásra felkészítő képzést végzi. A Központi Nyomozó Főügyészség központja Budapesten található, regionális szervei a fővároson kívül Debrecenben, Győrben, Szegeden és Kaposváron vannak.

## A Legfőbb Ügyészség
A Legfőbb Ügyészség az ügyészi szervek csúcsán helyezkedik el, székhelye Budapesten van. Főosztályokra, osztályokra és csoportokra tagolódik. Havonta megjelenő hivatalos lapja az Ügyészségi Közlöny.
A legfőbb ügyész közvetlen felügyelete alatt áll:
- Kabinetiroda
- Nemzetközi és Európai Ügyek Főosztálya
- Jogi Képviseleti Önálló Osztály
- Belső Ellenőrzési Önálló Osztály

A büntetőjogi legfőbb ügyész helyettes közvetlen felügyelete alatt áll:
- Nyomozás Felügyeleti és Vádelőkészítési Főosztály
- Kiemelt és Katonai Ügyek Főosztálya
- Büntetőbírósági Ügyek Főosztálya
- Büntetés-végrehajtási Törvényességi Felügyeleti és Jogvédelmi Önálló Osztály
- Gyermek- és Ifjúságvédelmi Önálló Osztály

A közjogi legfőbb ügyész helyettes közvetlen felügyelete alatt áll:
- Közérdekvédelmi Főosztály
- Személyügyi, Továbbképzési és Igazgatási Főosztály
- Informatikai Főosztály
- Gazdasági Főigazgatóság

A katonai főügyész közvetlen felügyelete alatt áll:
- Katonai Ügyek Főosztálya
- Személyügyi és Információs Önálló Osztály
- Pénzügyi és Számviteli Önálló Osztály

## A legfőbb ügyész
Az ügyészi szervezetet (nem politikailag) a legfőbb ügyész vezeti és irányítja. A köztársasági elnök javaslatára az Országgyűlés választja meg 9 évre. A legfőbb ügyész a szervezet munkájáról az Országgyűlésnek évente köteles beszámolni.
A legfőbb ügyész nincs alárendelve és nem tartozik politikai felelősséggel az Országgyűlésnek, még közvetve sem utasítható egy adott döntés megváltoztatására vagy meghozatalára, pozíciójából a politikai vagy szakmai bizalom megrendülése esetén sem mozdítható el.
Részt vehet az Országgyűlés ülésein, törvény alkotását, módosítását javasolhatja. Kormánynál, minisztereknél, országos hatáskörű szervek vezetőinél jogszabály vagy utasítás kibocsátását kezdeményezheti. A mindenkori legfőbb ügyész egyben az Országos Igazságszolgáltatási Tanács tagja is.
A legfőbb ügyész az ügyészségre nézve utasításokat, körleveleket ad ki, megállapítja szervezeti és működési szabályzatát, létszámát. Munkáltatói jogkört gyakorol, kinevezi az ügyészségi alkalmazottakat, elismeréseket adományoz, javaslatot tesz állami kitüntetésre. Helyi ügyészség létrehozásáról vagy megszüntetéséről dönt, vagy javaslatot tesz az Országgyűlésnek nem helyi ügyészség létesítésére vagy megszüntetésére. Összeállítja az ügyészségi fejezet költségvetésére és ennek végrehajtására vonatkozó javaslatát, továbbá irányítja a közvetlen felügyelete alá tartozó főosztályokat és önálló osztályokat.
A legfőbb ügyésznek kettő helyettese van, úgymint büntetőjogi legfőbb ügyész helyettes, és a közjogi legfőbb ügyész helyettes. Őket a legfőbb ügyész javaslatára a köztársasági elnök nevezi ki. A tisztségviselői hierarchia szempontjából a legfőbb ügyész a miniszteri, a legfőbb ügyész helyettes pedig az államtitkári szinthez áll közel.

## A koronaügyészek és a legfőbb ügyészek listája
| Név                 | Hivatal kezdete    | Hivatal vége       | Forrás       |
| Koronaügyész        | Koronaügyész       | Koronaügyész       | Koronaügyész |
| ------------------- | ------------------ | ------------------ | ------------ |
| Kozma Sándor        | 1871               | 1896               |              |
| Hammersberg Jenő    | 1896               | 1902               |              |
| Székely Ferenc      | 1902               | 1910               |              |
| Pongrácz Jenő       | 1910               | 1923               |              |
| Vargha Ferenc       | 1923               | 1930               |              |
| Dabasi Halász Lajos | 1930               | 1930               |              |
| Magyar István       | 1930               | 1934               |              |
| Gáll Endre          | 1934               | 1935               |              |
| Finkey Ferenc       | 1935               | 1940               |              |
| Timkó Zoltán        | 1940               | 1944               |              |
| Mendelényi László   | 1944               | 1944               |              |
| Legfőbb államügyész |                    |                    |              |
| Domokos József      | 1945               | 1953               |              |
| Legfőbb ügyész      |                    |                    |              |
| Czakó Kálmán        | 1953               | 1955               |              |
| Nonn György         | 1955               | 1956               |              |
| Szénási Géza        | 1956               | 1975               |              |
| Szíjártó Károly     | 1975               | 1990               |              |
| Györgyi Kálmán      | 1990. június 25.   | 2000. május 15.    |              |
| Polt Péter          | 2000. május 16.    | 2006. május 16.    |              |
| Kovács Tamás        | 2006. október 9.   | 2010. december 13. |              |
| Polt Péter          | 2010. december 14. | 2025. június 9.    |              |
| Nagy Gábor Bálint   | 2025. június 11.   | hivatalban         | [ 4 ]        |

## Az ügyészek
Az ügyészeket a legfőbb ügyész nevezi ki. Ügyésszé büntetlen előéletű, választójoggal rendelkező magyar állampolgár nevezhető ki, aki egyetemi jogi végzettséggel és jogi szakvizsgával rendelkezik. A kinevezést megelőzően legalább egy évig alügyészként, vagy más, jogi szakvizsgához kötött munkakörben dolgozik. Az alügyész kinevezésének feltétele, hogy legalább három év joggyakorlattal és jogi szakvizsgával rendelkezzen.
Ügyész nem lehet tagja pártnak, és politikai tevékenységet nem folytathat.
Az ügyész a legfőbb ügyésznek alárendelten működik, utasítást csak a legfőbb ügyész vagy felettes ügyész adhat neki (ha ezzel bűncselekményt vagy szabálysértést valósítana meg, természetesen köteles megtagadni a teljesítését). Tevékenységével kapcsolatban jogait és kötelességeit csakis törvény állapíthatja meg, és minden szerv köteles biztosítani, hogy munkavégzésükhöz jogaikat akadálytalanul gyakorolhassák.
A nyomozásban:
Biztosítja, hogy senkit törvényellenesen ne vonjanak büntetőjogi felelősségre, ne fosszanak meg személyi szabadságától, jogfosztás, korlátozás vagy zaklatás ne érjen. Elrendeli és felügyeli a nyomozást, felülvizsgálhatja a nyomozó szervek intézkedéseit, elbírálja a panaszokat.
A bírósági eljárásban:
Közvádas (hivatalból üldözendő) ügyekben képviseli a vádat, a bírósági tárgyaláson részt vehet és indítványokat tehet annak döntése előtt, büntetőügyek iratait magához kérheti, jogorvoslati jogokat gyakorol, polgári peres és nemperes eljárást indíthat.
Büntetés-végrehajtás törvényességének felügyelete:
Büntetés-végrehajtás ill. kényszerintézkedések törvényességének felügyelete során bármely időpontban ellenőrizheti ezek körülményeit, szabályait, iratait. Meghallgathatja a fogvatartottakat, felülvizsgálhatja a végrehajtással kapcsolatos panaszokat.
Törvényességi felügyelet:
A Kormánynál alacsonyabb szintű közigazgatási szervek által kibocsátott jogszabályokra és az állami irányítás egyéb jogi eszközeire terjed ki. Ennek során felhívással, illetve jelzéssel élhet, szabályzat kiadását vagy módosítását kezdeményezheti, iratokba betekinthet.

## Az ügyészségi alkalmazottak
Ügyészségi alkalmazott az ügyész, az alügyész, az ügyészségi fogalmazó, az ügyészségi nyomozó, az ügyészségi megbízott, az ügyészségi ügyintéző, a tisztviselő, az írnok és a fizikai alkalmazott.
Minden esetben feltétel a büntetlenség és a magyar állampolgárság. Az ügyészek, az alügyészek és a fogalmazók egyetemi jogi végzettséggel rendelkeznek. A nyomozónak, a tisztviselőnek és az írnoknak legalább középfokú végzettsége van,  fizikai alkalmazottá pedig legalább alapfokú végzettségű személyt lehet kinevezni.

## Járási ügyészségek
A vármegyék székhelyeit működnek a főügyészségek, amelyek felettes szervei az adott vármegyében működő járási ügyészségeknek. A közigazgatási járási területegységek nem azonosan az ügyészség és bíróság járási szerveinek területi szintű egységeivel és illetékességi területeivel. Budapesten található a Fővárosi Főügyészség, amely irányítást gyakorol a hozzá tartozó kerületi ügyészségek felett. Nincs minden egyes kerületnek külön ügyészsége, hanem összevontak kerültek kialakításra, vagyis több került területét látja el egy-egy budapesti ügyészség. Egyes törvényben meghatározott ügyek tekintetében járási ügyészség nem járhat el, hanem közvetlenül a főügyészségek rendelkeznek hatáskörrel.
- Baranya vármegye területén: Komlói Járási Ügyészség, Mohácsi Járási Ügyészség, Pécsi Járási Ügyészség, Siklósi Járási Ügyészség, Szigetvári Járási Ügyészség
- Bács-Kiskun vármegye területén: Bajai Járási Ügyészség, Kalocsai Járási Ügyészség, Kecskeméti Járási Ügyészség, Kiskőrösi Járási Ügyészség, Kiskunfélegyházi Járási Ügyészség, Kiskunhalasi Járási Ügyészség, Kunszentmiklósi Járási Ügyészség

- Békés vármegye területén: Battonyai Járási Ügyészség, Békéscsabai Járási Ügyészség, Gyulai Járási Ügyészség, Orosházi Járási Ügyészség, Szarvasi Járási Ügyészség, Szeghalmi Járási Ügyészség

- Borsod-Abaúj-Zemplén vármegye területén: Encsi Járási Ügyészség, Kazincbarcikai Járási Ügyészség, Mezőkövesdi Járási Ügyészség, Miskolci Járási Ügyészség, Ózdi Járási Ügyészség, Sátoraljaújhelyi Járási Ügyészség, Szerencsi Járási Ügyészség, Tiszaújvárosi Járási Ügyészség
- Budapest területén: Budapesti Gazdasági Ügyészség, Budapesti Közérdekvédelmi Ügyészség, Budapesti I. és XII. Kerületi Ügyészség, Budapesti II. és III. Kerületi Ügyészség, Budapesti IV. és XV. Kerületi Ügyészség, Budapesti V. és XIII. Kerületi Ügyészség, Budapesti VI. és VII. Kerületi Ügyészség, Budapesti VIII. Kerületi Ügyészség, Budapesti IX. Kerületi Ügyészség, Budapesti X. és XVII. Kerületi Ügyészség, Budapesti XI. és XXII. Kerületi Ügyészség, Budapesti XIV. és XVI. Kerületi Ügyészség, Budapesti XVIII. és XIX. Kerületi Ügyészség, Budapesti XX., XXI. és XXIII. Kerületi Ügyészség

- Csongrád-Csanád vármegye területén: Hódmezővásárhelyi Járási Ügyészség, Makói Járási Ügyészség, Szegedi Járási Ügyészség, Szentesi Járási Ügyészség
- Fejér vármegye  területén: Bicskei Járási Ügyészség, Dunaújvárosi Járási Ügyészség, Sárbogárdi Járási Ügyészség, Székesfehérvári Járási Ügyészség
- Győr-Moson-Sopron vármegye területén: Győri Járási Ügyészség, Mosonmagyaróvári Járási Ügyészség, Soproni Járási Ügyészség
- Hajdú-Bihar vármegye területén: Berettyóújfalui Járási Ügyészség, Debreceni Járási Ügyészség, Hajdúböszörményi Járási Ügyészség, Hajdúszoboszlói Járási Ügyészség
- Heves vármegye területén: Egri Járási Ügyészség, Füzesabonyi Járási Ügyészség, Gyöngyösi Járási Ügyészség, Hatvani Járási Ügyészség, Hevesi Járási Ügyészség
- Jász-Nagykun-Szolnok vármegye területén: Jászberényi Járási Ügyészség, Karcagi Járási Ügyészség, Kunszentmártoni Járási Ügyészség, Mezőtúri Járási Ügyészség, Szolnoki Járási Ügyészség, Tiszafüredi Járási Ügyészség
- Komárom-Esztergom vármegye területén: Esztergomi Járási Ügyészség, Komáromi Járási Ügyészség, Tatabányai Járási Ügyészség
- Nógrád vármegye területén: Balassagyarmati Járási Ügyészség, Pásztói Járási Ügyészség, Salgótarjáni Járási Ügyészség
- Pest vármegye területén: Budakörnyéki Járási Ügyészség, Budaörsi Járási Ügyészség, Ceglédi Járási Ügyészség, Dabasi Járási Ügyészség, Dunakeszi Járási Ügyészség, Érdi Járási Ügyészség, Gödöllői Járási Ügyészség, Monori Járási Ügyészség, Nagykátai Járási Ügyészség, Szentendrei Járási Ügyészség, Szigetszentmiklósi Járási Ügyészség, Váci Járási Ügyészség
- Somogy vármegye területén: Fonyódi Járási Ügyészség, Kaposvári Járási Ügyészség, Marcali Járási Ügyészség, Nagyatádi Járási Ügyészség, Siófoki Járási Ügyészség
- Szabolcs-Szatmár-Bereg vármegye területén: Fehérgyarmati Járási Ügyészség, Kisvárdai Járási Ügyészség, Mátészalkai Járási Ügyészség, Nyírbátori Járási Ügyészség, Nyíregyházi Járási Ügyészség
- Tolna vármegye területén: Dombóvári Járási Ügyészség, Paksi Járási Ügyészség, Szekszárdi Járási Ügyészség, Tamási Járási Ügyészség
- Vas vármegye területén: Kőszegi Járási Ügyészség, Sárvári Járási Ügyészség, Szombathelyi Járási Ügyészség
- Veszprém vármegye területén: Ajkai Járási Ügyészség, Pápai Járási Ügyészség, Tapolcai Járási Ügyészség, Veszprémi Járási Ügyészség
- Zala vármegye területén: Keszthelyi Járási Ügyészség, Lenti Járási Ügyészség, Nagykanizsai Járási Ügyészség, Zalaegerszegi Járási Ügyészség[5]

## Lásd még
- Bíróság
- Magyarország bíróságai